# 砂押川 (神奈川県)
砂押川（すなおしがわ）は、神奈川県鎌倉市北部を流れ、柏尾川と合流する鎌倉市管理の準用河川。

## 概要
鎌倉市大船地域東側に位置する河川で、称名寺（今泉不動）のある大平山北西斜面の谷戸（今泉5丁目）と、散在ガ池（鎌倉湖）のある谷戸（今泉台7丁目）を水源とする。
今泉・今泉台・岩瀬・大船地区を抜けて北西に流れ、大船駅地下を潜って柏尾川まで続く。水位は低いが規模に見合わぬ大きさの鯉も生息している。
砂押川の途中には、川の横に桜が植えられている所があり、一部散歩道の砂押川プロムナードも整備されている。植えられている桜はソメイヨシノのほか、早咲きのカンヒザクラ、タマナワザクラ、カワヅザクラなどがある。
氾濫の可能性こそ水位のおかげでないものの以前は大雨によって茶色の水が道路まであと1mというところまで水位が上がったことがある。

## 流域
- 鎌倉市
  - 今泉、今泉台、岩瀬、大船
- 横浜市
  - 栄区笠間（大船駅付近の一部）

## 周辺施設

### 教育機関
- 鎌倉女子大学大船キャンパス

### 行政機関
- 大船郵便局

### その他
- ルミネウィング（駅ビル）
- 西友 大船店
- 松竹大船ショッピングセンター（イトーヨーカドー、ブックオフ等の複合施設）